# NGC 3256
NGC 3256 је спирална галаксија у сазвежђу Једра која се налази на NGC листи објеката дубоког неба.
Деклинација објекта је - 43° 54' 19" а ректасцензија 10h 27m 51,4s. Привидна величина (магнитуда) објекта NGC 3256 износи 11,3 а фотографска магнитуда 12,1. Налази се на удаљености од 37,4000 милиона парсека од Сунца. NGC 3256 је још познат и под ознакама ESO 263-38, MCG -7-22-10, VV 65, AM 1025-433, IRAS 10257-4338, PGC 30785.